# Buffalo Braves 1977-1978
La stagione 1977-78 dei Buffalo Braves fu l'8ª nella NBA per la franchigia.
I Buffalo Braves arrivarono quarti nella Atlantic Division della Eastern Conference con un record di 27-55, non qualificandosi per i play-off.

## Roster
| N° | Naz.                   | Ruolo | Sportivo        | Anno | Alt. | Peso |
| -- | ---------------------- | ----- | --------------- | ---- | ---- | ---- |
| 7  | Stati Uniti (bandiera) | G     | Gary Brokaw     | 1954 | 193  | 81   |
| 8  | Stati Uniti (bandiera) | AC    | Marvin Barnes   | 1952 | 203  | 95   |
| 9  | Stati Uniti (bandiera) | GA    | Randy Smith     | 1948 | 191  | 82   |
| 10 | Stati Uniti (bandiera) | G     | Larry Johnson   | 1954 | 191  | 93   |
| 11 | Stati Uniti (bandiera) | G     | Chuck Williams  | 1946 | 188  | 79   |
| 12 | Stati Uniti (bandiera) | G     | Ted McClain     | 1946 | 185  | 82   |
| 14 | Stati Uniti (bandiera) | G     | Mike Glenn      | 1955 | 188  | 79   |
| 15 | Stati Uniti (bandiera) | G     | Bird Averitt    | 1952 | 185  | 77   |
| 22 | Stati Uniti (bandiera) | GA    | Gus Gerard      | 1953 | 203  | 91   |
| 24 | Stati Uniti (bandiera) | A     | Wil Jones       | 1947 | 203  | 93   |
| 25 | Stati Uniti (bandiera) | GA    | Billy Knight    | 1952 | 203  | 102  |
| 31 | Paesi Bassi (bandiera) | C     | Swen Nater      | 1950 | 211  | 109  |
| 32 | Stati Uniti (bandiera) | AC    | Bill Willoughby | 1957 | 203  | 93   |
| 34 | Stati Uniti (bandiera) | AC    | John Shumate    | 1952 | 206  | 107  |
| 40 | Stati Uniti (bandiera) | A     | Eddie Owens     | 1953 | 201  | 95   |
| 43 | Stati Uniti (bandiera) | AC    | Larry McNeill   | 1951 | 206  | 88   |
| 44 | Stati Uniti (bandiera) | AC    | Jim McDaniels   | 1948 | 211  | 103  |
| 45 | Stati Uniti (bandiera) | AC    | Scott Lloyd     | 1952 | 208  | 104  |

## Staff tecnico
- Allenatore: Cotton Fitzsimmons
- Vice-allenatore: Bob MacKinnon
- Preparatore atletico: Ray Melchiorre